# 波特 (緬因州)
波特（英語：Porter）是一個位於美國緬因州牛津縣的鎮。

## 人口
根據2020年美國人口普查的數據，波特的面積為85.13平方千米，當中陸地面積為81.58平方千米，而水域面積為3.55平方千米。當地共有人口1600人，而人口密度為每平方千米19人。